# Strzelno
Strzelno (německy Strelno nebo Strolin) je město v Polsku v Kujavsko-pomořském vojvodství v okrese Mogilno v historické zemi Kujavsko. Nachází se přibližně 25 km jižně od Inowrocławi. V roce 2021 zde žilo 5 528 obyvatel.

## Historie
Zakladatelem města byl patrně Piotr Włostowic, správce Boleslava III. Křivoústého. Rozhodně založil kostel sv. Kříže, dnes známý jako Rotunda sv. Prokopa, což je největší románský kostel v Polsku postavený na kruhovém půdorysu. V kronice Jana Długosze se uvádí jako den jejího vysvěcení 16. březen 1133. V 80. letech 12. století byl v obci založen klášter Norbertinů. Klášterní kostel se původně jmenoval kostel Nejsvětější Trojice, v pozdějších letech byla do názvu přidána Nejsvětější Panna Marie. Městská privilegia Strzelno získalo v roce 1231. Po dělení Polska bylo město součástí pruského záboru. Do roku 1874 existovalo pod názvem Strzelno, poté byl název poněmčen na Strelno. Poláky bylo město znovu získáno během Velkopolského povstání 2. ledna 1919. V roce 1920 se vrátilo k polskému názvu Strzelno. Za druhé světové války docházelo ve Strzelně k hromadnému zatýkání. Němci zlikvidovali místní inteligenci, veterány Velkopolského povstání a Židy. Z židovské komunity ve Strzelně pocházel například americký nositel Nobelovy ceny za fyziku Albert Abraham Michelson.